# Tramuntana (playa)
La playa Tramuntana, o playa des Carnatge, está situada en la isla de Formentera, en la comunidad autónoma de las Islas Baleares, España. 
La playa está ubicada en la franja central de la isla. Se pueden encontrar refugios tradicionales de pescadores. En la zona más occidental de la playa escasea la arena y aparece en mayor cantidad en la zona próxima a Ses Platgetes.